# Distretto di Moyobamba
Il distretto di Moyobamba è uno dei sei distretti  della provincia di Moyobamba, in Perù. Si trova nella regione di San Martín e si estende su una superficie di 2.737,57 chilometri quadrati.

Istituito il 2 gennaio 1857, ha per capitale la città di Moyobamba; al censimento 2005 contava 58.836 abitanti.